# Soffy Road
Soffy Road er et fodboldstadion beliggende i Vejgaard, som er hjemsted for bydelens fodboldhold Vejgaard Boldspilklub. Kapaciten er ikke oplyst.
Stadionrekorden blev sat den 27. september 2017 med 1005 tilskuere, da FC Nordsjælland gæstede stadionet i 3. runde af DBU Pokalen 2017-18.